# محلية بارا
محلية بارا (بالإنجليزية: Bara District)‏ هي مدينه ومحلية في ولاية شمال كردفان، السودان. غنيه بالجناين و الزراعة و مشهورة بأشجار الليمون. و مركز رئيسي لقبائل الكبابيش و دار حامد. تضم محلية بارا عدة قرى هي: شرشار، القاعة، الداير وغيرها.